# 五子棋
五子棋，是一种两人对弈的纯策略型棋类游戏，通常双方分别使用黑白两色的棋子，轮流下在棋盘直线与横线的交叉点上，先在横线、直线或斜对角线上形成5子连线者获胜。有禁手规则的竞技五子棋又名“连珠”。　　　　

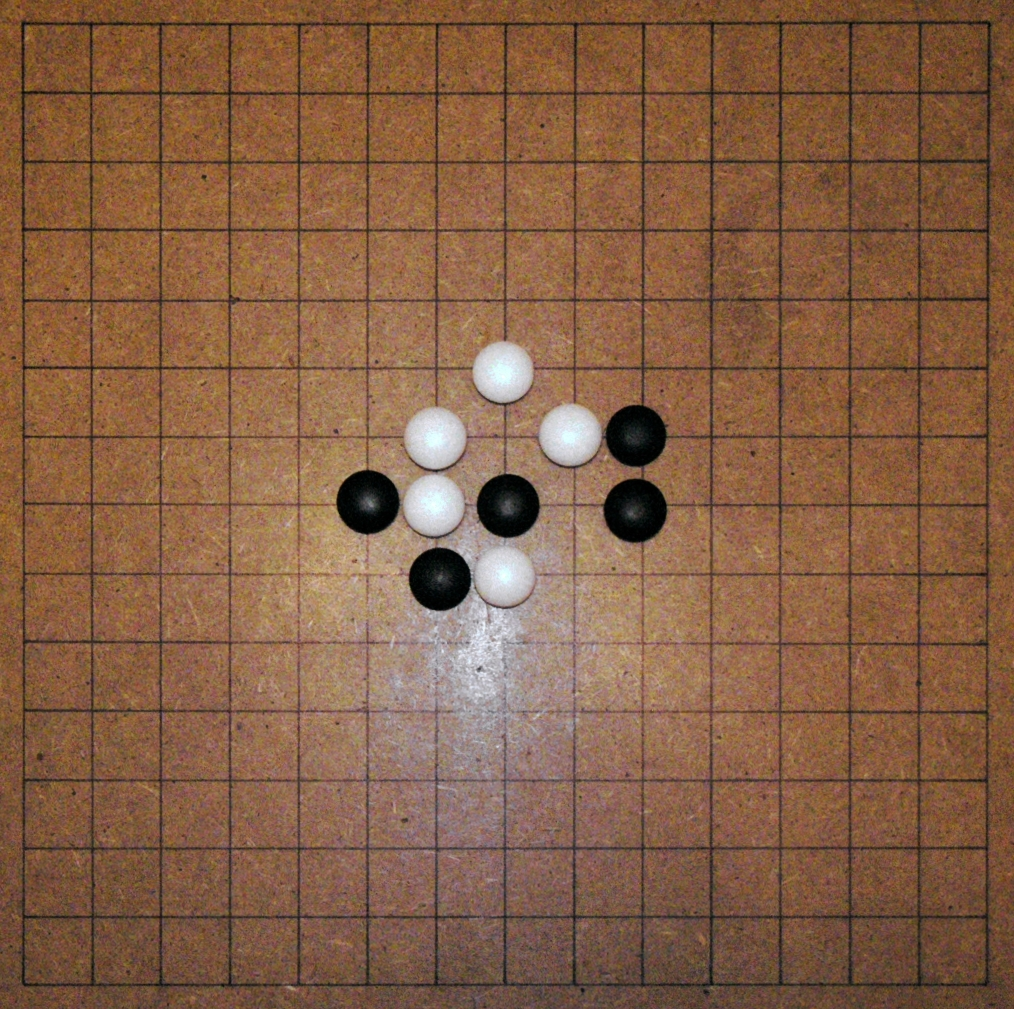
棋子与棋盘

因为棋子在落子后不能移动或拿掉，所以也可以用纸和笔来进行游戏。

## 歷史

### 在日本的歷史
五子棋在日本非常受人们欢迎，其起源可追溯到18世纪中叶。二条家的往来商人第十代桑名屋武右卫门非常擅长五子棋，因此这项游戏随后在民间传播开来。到了江户时代后期，大约在1850年左右，已经有关于五子棋的书籍出版。其中包括安政三年（1856年）出版的《五石定磧集》，该书是由被二条家赐予“松柳舍”家名的第十三代桑名屋武右卫门所著。早期的其他书籍还包括土井聱牙于安政五年（1847年）出版的《格五新谱》。
自1899年日本棋士黑岩淚香證明了原始規則的五子棋先下必勝後，五子棋邁入一条不断改良的道路，經過數十年的修改、驗證、再修改，最終發展出加入禁手的五子棋，並經過公開徵名，稱為連珠，因此規則在日本成型，又稱為日式規則或連珠規則。
原始規則依然有人在玩，也被稱為無禁規則、自由規則，有軟體可驗證黑棋先手必勝。
連珠規則禁止先下的黑棋下出雙活三、雙四、長連（超過五子以上的連線），下出則判敗，此舉限制黑棋的取勝方式，白棋則增加逼迫黑子下出禁手來取勝的手段，使黑棋的優勢稍稍減少。对初学者来说禁手也许是一种障碍，但相較於原始規則，禁手使得双方棋手必須更精准的掌握棋子落点，增加了连珠的技术性、复杂性及趣味性。
又過了幾十年，人們發現单单加入禁手，尚无法完全平衡黑棋一子之先的优势，因此在世界连珠锦标赛使用的「RIF规则」，其是在連珠規則的基礎上，又加入了三手交换及五手兩打，算第一個可以真正合乎公平競技的五子棋專業規則。

### 其他地區
過去在中國稱為五子棋的傳統棋類，並非現在屬於連棋類的五子棋，而是挑夾棋之類的夾擔棋遊戲。
中國文獻中，能確定是屬於連棋類的五子棋，最早紀錄之一是清末黃遵憲在1898年赴日參訪後，在著作《日本国志》寫：「亦有格五，其法布子成行以得五者胜。」當時，中國也從日本引進了五子棋書，如《五連指南》，書中的棋盤採用圍棋棋盤，並且第一著由黑方下在天元。
中華人民共和國建國後，地方志紀錄五子棋是1950年代與陸军棋、中國跳棋等新棋种一同出現，是中國近代才開始流傳的棋類。
在台灣的流傳則是由日本人引進，1917年6月在台灣創刊《聯珠新報》，創刊編輯是聯珠新報社臺北支局的吉田野人。
五子棋的另一个分枝在欧洲发展为Gomoku。Gomoku仅使用“交换”来平衡黑子的优势。他们推崇自由开局、可交换。大部分的规则未限制天元开局，因此开局的变化很大，在难以掌握对手开局的情况下，使定式、研究的分量降低，较为简单易懂。其主要的规则是Swap2等。不管是哪种五子棋，棋手在先后手的观念、空间的思维及对棋形的理解都十分重要。
1988年國際連珠聯盟（Renju International Federation, RIF）成立，由日本、苏联、瑞典这3成员国在瑞典宣告创立，总部设在瑞典首都斯德哥尔摩。现在全世界已有数十个国家和地区成为国际连珠联盟的正式会员。
世界连珠锦标赛从1989年起，每两年举办一次，至2017年已举办了十五届。其中，爱沙尼亚獲得六次冠军，日本四次，中国三次，俄羅斯兩次。世界五子棋錦標賽（Gomoku World Championship）也從1989年起，每两年举办一次，第二屆後停辦，直到2009年後復辦。
而自1996年起，每兩年舉辦一次世界連珠團體錦標賽（Renju Team World Championship），由各國選手組隊參加。
由于電腦科技的進步，棋手大量研究RIF规则的变化，許多開局都有了定論，使得專業棋手可使用的开局变化越来越少，減少了變化也減少了棋手的創造性和發揮空間，更降低比賽的精彩度。為寻求新的出路，因而近年来产生了许多的新的試行规则，国际连珠联盟在2009年第十一届世锦赛试用山口规则（Yamaguchi rule）作为比赛规则，與RIF規則的差別在於五手兩打變成五手多打。最新的改革是在2017年第十五届世锦赛试用索索夫-8规则（Soosyrv-8 rule），由假黑方第三手指定打点数目，更改为由假白方第四手指定，并在第四手后增加了一次交换机会。

## 棋具
- 棋盘一般为木质或石质最常见，也有用紙筆遊戲。连珠主要用15路，有时也用17路，而無禁規則主要采用15路和19路。棋盘略呈长方形，上有五个星位标记，位于棋盘中央的星叫做“天元”。

- 15棋盘纵路从左到右用英文字母A到O标记，横路由下到上用数字1到15标记，方便记录棋谱，除天元外，D4、D12、L4、L12座標上各有一個星位標記。

- 棋子一般为石质、瓷质或塑膠製，分黑子和白子两种，與圍棋棋子無異。

## 五子棋規則

### 原始規則
- 行棋：黑子先行，一人輪流一著下於棋盤空點處。
- 勝負：先把五枚或以上己棋相連成任何橫縱斜方向為勝。（長連仍算勝利）

西方稱之Free-style Gomoku規則。
而從原始規則演變的現代五子棋，主要是以有無禁手作為區別。主要分成無禁手的Gomoku規則及有禁手的Renju規則。

### 無禁類规则
目前Gomoku世錦賽使用Swap2规则。
主要是靠交换黑白双方行棋权来使开局平衡，从而达到双方公平竞技的目的，無禁五子棋多採用此平衡方法。
Standard Gomoku规则：
1. 黑子先行，黑白双方轮流落子。
2. 首先在横、竖、斜方向上成五（连续五个己方棋子）者为胜。
3. 超過五子以上不算贏也不算輸。
4. 若棋盤下滿，或對局雙方達成協議即為和局。

以Standard Gomoku规则為基礎，發展出Gomoku-Pro、Swap、Swap2規則。
Gomoku-Pro 规则：
1. 黑方在天元放第一子。
2. 白方下第二子。
3. 黑方在中央5×5区域外放第三子。
4. 此后按Standard Gomoku规则继续进行。

第一屆及第二屆Gomoku世錦賽的使用規則。
Swap规则：
1. 假先方在棋盘任意下三手（二黑一白）假后方有二种选择。
  1. 选黑。
  2. 选白。
2. 此后按Standard Gomoku规则继续进行。

Swap2规则：
1. 假先方在棋盘任意下三手（二黑一白）假后方有三种选择。
  1. 选黑。
  2. 选白。
  3. 下四、五两手（一黑一白）再假先方选择黑或白。
2. 此后按Standard Gomoku规则继续进行。

目前Gomoku世錦賽的使用規則。
一手交换规则：
1. 黑方下第一手，另一方选择拿黑子或白子。
2. 此后按原始规则继续进行（長連仍算勝利）。

中國玩家近年推廣的無禁規則。

### 有禁類规则
目前连珠世錦賽使用塔拉-山口-10规则。

## 计算机与五子棋
Louis Victor Allis借助计算机证明，在15*15的标准棋盘下先手必胜，前提是没有引入其他禁手或交换等附加规则。在这之后，对于連珠，其原始的没有附加规则的版本，也被证明存在完美对策使得先手必胜。然而，对于专业比赛中采用的平衡开局规则，如目前Renju世錦賽使用的Soosõrv-8規則、Gomoku世錦賽的使用的Swap2規則等，并没有被证明存在必胜策略。
自1989年以来，有多个五子棋人工智能程序赛事。1989年-1992年，五子棋属于奥林匹亚电脑游戏程式竞赛项目。世界电脑连珠锦标赛（The Renju World Computer Championship）从1991年开始，至2004年终止共举办了4届。2000年至今，Gomocup每年举办一次，有来自约10个国家与地区的40余位作者参与。2005年，匈牙利举办了两届电脑五子棋联赛（The Hungarian Computer Go-Moku Tournament）。在2006年和2011年，捷克举办了两次人机对战联赛。2016年以来，人工智能冠军程序弈心与人类高手有过多次人机比赛。其中，2017年7月，弈心以3:1战胜台湾名人林书玄。同月，弈心以2:0比分战胜世界冠军Rudolf Dupszki——这是五子棋人工智能首次战胜人类世界冠军。

## 世界錦標賽
五子棋的世界錦標賽（Renju and Gomoku World Championship），由國際連珠聯盟（RIF）自1989年首屆舉辦，後每两年舉辦一次。分成世界连珠锦标赛（Renju World Championship）及世界五子棋锦标赛（Gomoku World Championship）兩項目。
目前世界连珠锦标赛使用索索夫-8规则，世界五子棋锦标赛使用Swap2规则。

### 连珠锦标赛
世界连珠锦标赛自从1989年开始，每两年举办一次。自从2017年起，世界连珠锦标赛使用索索夫-8规则。另外舉辦有世界连珠团体锦标赛（Team World Championship）、世界女子连珠锦标赛（Women World Championship）、世界青年连珠锦标赛（Youth World Championship）項目。

### 五子棋锦标赛

#### 个人世界锦标赛
世界五子棋锦标赛在1989年和1991年举办过两届，但此後停辦，直至2009年才開始復辦並舉辦第三屆，并开始使用Swap2规则，每两年举办一次。
| 年份 | 举办城市   | 冠军              | 亚军                | 季军              | 开局规则   |
| ---- | ---------- | ----------------- | ------------------- | ----------------- | ---------- |
| 1989 | 东京       | 谢尔盖·切尔诺夫   | 尤瑞·塔拉尼科夫     | 阪本弘氏          | Gomoku Pro |
| 1991 | 莫斯科     | 尤瑞·塔拉尼科夫   | 安度·麦利蒂         | 谢尔盖·切尔诺夫   | Gomoku Pro |
| 2009 | 帕尔杜比采 | 阿尔图尔·塔苗瓦   | 奥蒂洛·德米扬       | 帕韦尔·劳贝       | Swap2      |
| 2011 | 胡斯克瓦纳 | 奥蒂洛·德米扬     | 阿尔图尔·塔苗瓦     | 米哈乌·茹科夫斯基 | Swap2      |
| 2013 | 塔林       | 奥蒂洛·德米扬     | 帕韦尔·劳贝         | 米哈伊尔·科真     | Swap2      |
| 2015 | 苏兹达尔   | 鲁多尔夫·杜普斯基 | 盖尔格·托特         | 米哈伊尔·科真     | Swap2      |
| 2017 | 布拉格     | 佐尔坦·拉斯洛     | 鲁多尔夫·杜普斯基   | 丹尼斯·奥西波夫   | Swap2      |
| 2019 | 塔林       | 马丁·穆齐卡       | 奥列格·布拉托夫斯基 | 米哈乌·茹科夫斯基 | Swap2      |
| 2023 | 布达佩斯   | 帕韦尔·劳贝       | 阿德里安·菲切尔曼   | 马丁·穆齐卡       | Swap2      |

#### 世界团体锦标赛
从2016年起，开始举办世界五子棋团体锦标赛，每两年举办一次。
| 年份 | 举办城市 | 冠军                                                                                                   | 亚军                                                                                     | 季军                                                                                                   |
| ---- | -------- | --- | ---------------------------------------------------------------------------------------- | --- |
| 2016 | 塔林     | 波蘭 · 米哈乌·茹科夫斯基 · 米哈乌·扎伊克 · 武卡什·马伊克斯内尔 · 皮奥特尔·马沃维伊斯基                 | 捷克 · 帕韦尔·劳贝 · 伊戈尔·埃格德 · 斯捷潘·特萨日克 · 马雷克·汉兹尔                     | 中華臺北 · 盧煒元 · 陳科翰 · 張益豐 · 宋佩蓉                                                           |
| 2018 | 普沃茨克 | 俄羅斯一队 · 爱德华·里兹瓦诺夫 · 丹尼斯·奥西波夫 · 伊利亚·穆拉托夫 · 马克西姆·卡拉塞夫 · 米哈伊尔·科真 | 匈牙利 · 佐尔坦·拉斯洛 · 盖尔格·托特 · 马尔克·霍尔瓦特 · 加博尔·杰奈什 · 奥蒂洛·海盖迪什 | 波蘭 · 武卡什·马伊克斯内尔 · 米哈乌·茹科夫斯基 · 米哈乌·扎伊克 · 马雷克·戈尔泽茨基 · 帕韦乌·塔拉辛斯基 |

## 外部連結
- 台灣五子棋協會（页面存档备份，存于）
- 五子棋教學網站（页面存档备份，存于）
- GomokuWorld（页面存档备份，存于）
- RenjuNet（页面存档备份，存于） 國際連珠聯盟網站
- Playok（页面存档备份，存于） 原kurnik，著名棋牌類對戰網站，支持多種語言。其五子棋可選擇Standard Gomoku或Swap2規則。
- 五林大會（页面存档备份，存于） 中國著名對弈平台，可選擇三種Gomoku及六種Renju規則。
- Renju Offline（页面存档备份，存于） 著名連珠慢棋網站，有七種開局規則可選擇。過去曾舉辦每年的World Championship in Correspondence Renju。
- PLAYFIVE.NET（页面存档备份，存于） 線上五子棋對弈網站，支持多種語言。免註冊的訪客也可遊玩，可選擇Standard Gomoku、Swap2、Soosõrv-8及Taraguchi-10規則。
- Vint.ee （页面存档备份，存于） 愛沙尼亞著名線上益智遊戲網站，支持多種語言。五子棋Gomoku可選擇Standard Gomoku、Swap2，Renju則是Taraguchi-10規則。
- 連珠小站 （页面存档备份，存于） 著名連珠慢棋網站，支持中文和英文。五子棋和連珠可選擇高達十六種規則。2021年起至今舉辦每年的World Championship in Correspondence Renju。